# Edward Smith-Stanley
Edward Geoffrey Smith Stanley (ur. 29 marca 1799 w Knowsley Hall w hrabstwie Lancashire, zm. 23 października 1869 tamże) –  brytyjski polityk, premier Wielkiej Brytanii w latach 1852, 1858–1859 i 1866–1868. Przewodził konserwatywnym gabinetom mniejszościowym. Podczas trzeciej kadencji przeprowadzona została przez Benjamina Disraeli druga reforma wyborcza 1867 r. Powiększyła liczbę uprawnionych do głosowania, co konserwatyści uznali za ryzykowne posunięcie.

## Życiorys

### Wczesne lata życia i początki kariery politycznej
Był synem Edwarda Stanleya, 13. hrabiego Derby, i Charlotte Hornby, córki Geoffreya Hornby’ego. Wykształcenie odebrał w Eton College oraz w Christ Church na Uniwersytecie Oksfordzkim. W 1822 r. został wybrany do Izby Gmin jako reprezentant okręgu Stockbridge. Związany był wówczas ze stronnictwem wigów. Swoją pierwszą mowę wygłosił 30 marca 1824 r. podczas debaty nad Manchester Gas Light Bill. W latach 1826–1830 reprezentował okręg wyborczy Preston. Od 1831 r. był deputowanym z okręgu Windsor. Od 1832 r. reprezentował North Lancashire.

### Minister
W 1830 r. został Głównym Sekretarzem Irlandii w wigowskim rządzie lorda Greya. W 1831 r. został członkiem ścisłego gabinetu. Odpowiadał za wprowadzenie w 1831 r. Irish Education Act. W 1833 r. objął stanowisko ministra wojny i kolonii, na którym rozpoczął działania zmierzające do likwidacji niewolnictwa w Imperium Brytyjskim. W 1834 r., kiedy rząd zaproponował likwidację Kościoła Irlandii, opuścił zarówno gabinet, jak i partię wigów. Po wystąpieniu z gabinetu założył własne stronnictwo, mieszczące się politycznie pomiędzy wigami a Partią Konserwatywną. Z biegiem czasu zaczął zbliżać się do torysów i wstąpił do ich stronnictwa w 1837 r. W 1841 r. wszedł w skład konserwatywnego gabinetu Roberta Peela, gdzie ponownie objął tekę ministra wojny i kolonii.
Zasiadając w Izbie Gmin przyszły premier nosił tytuł grzecznościowy „lorda Stanleya”. W 1844 r. na podstawie Writ of Acceleration otrzymał jeden z tytułów ojca (barona Stanley of Bickerstaffe) i zasiadł w Izbie Lordów. W 1845 r. popadł z premierem w konflikt na tle walki o zniesienie ustaw zbożowych i zrezygnował ze stanowiska ministra. Po zniesieniu ustaw w 1846 r. doszło do rozłamu w Partii Konserwatywnej i Stanley stanął na czele większości konserwatystów, którzy wycofali swoje poparcie dla premiera Peela. W 1851 r. odziedziczył po śmierci ojca tytuł 14. hrabiego Derby.

### Premier
W 1852 r. Derby stanął na czele mniejszościowego gabinetu, znanego jako Who? Who? Ministry. Większość stanowisk zajęli w nim nieznani szerszemu gronu politycy. Tylko 3 z nich było członkami Tajnej Rady. Nazwa tego gabinetu wzięła się od tego, że stary książę Wellington, kiedy przedstawiano ministrów w Izbie Lordów, po wyczytaniu każdego nazwiska pytał sąsiadów Kto? Kto? („Who? Who?”). Gabinet powstał w lutym, ale nie zdołał zebrać parlamentarnej większości i upadł jeszcze w grudniu tego samego roku.
Drugi rząd Derby’ego został sformowany w 1858 r. W tym okresie zmieniono system zarządu nad brytyjskimi Indiami, gdyż dotychczasowy nie zdał egzaminu podczas powstania Sipajów. Zlikwidowano wówczas Brytyjską Kompanię Wschodnioindyjską i nadzorującą ją z ramienia rządu Radę Kontroli. Na ich miejsce powołano odpowiednio Radę Indii oraz Ministerstwo ds. Indii. Również ten rząd Derby’ego nie uzyskał większości parlamentarnej i upadł w 1859 r.
Derby ponownie stanął na czele rządu w 1866 r. W tym okresie przeprowadzono reformę wyborczą, która znacznie rozszerzyła krąg podmiotów uprawnionych do głosowania. Promotorem tej reformy był kanclerz skarbu Benjamin Disraeli. Wywołała ona jednak spór w łonie Partii Konserwatywnej, który zaowocował dymisją kilku ministrów.

### Ostatnie lata
W 1868 r. Derby zrezygnował ze stanowiska premiera z powodu złego stanu zdrowia. Zmarł w 1869 r. Tytuł parowski odziedziczył jego najstarszy syn, Edward.
Lord Derby interesował się sportem, hazardem i literaturą klasyczną. Przetłumaczył na język angielski Iliadę Homera, używając białego wiersza.

## Życie prywatne
21 marca 1825 r. poślubił Emmę Bootle-Wilbraham (zm. 26 kwietnia 1876), córkę Edwarda Bootle-Wilbrahama, 1. barona Skelmersdale, i Mary Taylor, córki Edwarda Taylora. Edward i Emma mieli razem dwóch synów i córkę:
- Emma Charlotte Stanley (zm. 23 sierpnia 1928), żona Wellingtona Chetwynda-Talbota, miała dzieci
- Edward Henry Stanley (21 lipca 1826 – 21 kwietnia 1893), 15. hrabia Derby, nie miał dzieci
- Frederick Arthur Stanley (15 stycznia 1841 – 14 czerwca 1908), 16. hrabia Derby, miał dzieci

## Gabinety lorda Derby’ego

### Pierwszy gabinet, luty – grudzień 1852
- premier, pierwszy lord skarbu: Edward Stanley, 14. hrabia Derby
- lord kanclerz: Edward Sugden, 1. baron St Leonards
- lord przewodniczący Rady: William Lowther, 2. hrabia Lonsdale
- lord tajnej pieczęci: James Gascoyne-Cecil, 2. markiz Salisbury
- minister spraw wewnętrznych: Spencer Horatio Walpole
- minister spraw zagranicznych: James Harris, 3. hrabia Malmesbury
- minister wojny i kolonii: John Pakington
- pierwszy lord Admiralicji: Algernon Percy, 4. książę Northumberland
- przewodniczący Rady Kontroli: John Charles Herries
- kanclerz skarbu: Benjamin Disraeli
- przewodniczący Zarządu Handlu: Joseph Warner Henley
- pierwszy komisarz ds. prac publicznych: lord John Manners
- poczmistrz generalny: Charles Yorke, 4. hrabia Hardwicke

### Drugi gabinet, luty 1858 – czerwiec 1859
- premier, pierwszy lord skarbu: Edward Stanley, 14. hrabia Derby
- lord kanclerz: Frederic Thesiger, 1. baron Chelmsford
- lord przewodniczący Rady: James Gascoyne-Cecil, 2. markiz Salisbury
- lord tajnej pieczęci: Charles Yorke, 4. hrabia Hardwicke
- minister spraw wewnętrznych: Spencer Horatio Walpole
- minister spraw zagranicznych: James Harris, 3. hrabia Malmesbury
- minister kolonii: Edward Stanley, lord Stanley
- minister wojny: Jonathan Peel
- pierwszy lord Admiralicji: John Pakington
- przewodniczący Rady Kontroli: Edward Law, 1. hrabia Ellenborough
- kanclerz skarbu: Benjamin Disraeli
- przewodniczący Zarządu Handlu: Joseph Warner Henley
- pierwszy komisarz ds. prac publicznych: lord John Manners

Zmiany
- czerwiec 1858 r. – lord Stanley zastępuje lorda Ellenborough na stanowisku przewodniczącego Rady Kontroli, Edward Bulwer-Lytton zastępuje lorda Stanleya na stanowisku ministra kolonii
- wrzesień 1858 r. – likwidacja Rady Kontroli, w jej miejsce powstaje Ministerstwo ds. Indii na czele z lordem Stanleyem
- marzec 1859 r. – Thomas Sotheron-Estcourt zastępuje Spencera Horatio Walpole’a na stanowisku ministra spraw wewnętrznych

### Trzeci gabinet, czerwiec 1866 – luty 1868
- premier, pierwszy lord skarbu: Edward Stanley, 14. hrabia Derby
- lord kanclerz: Frederic Thesiger, 1. baron Chelmsford
- lord przewodniczący Rady: Richard Temple-Grenville, 3. książę Buckingham i Chandos
- lord tajnej pieczęci: James Harris, 3. hrabia Malmesbury
- minister spraw wewnętrznych: Spencer Horatio Walpole
- minister spraw zagranicznych: Edward Stanley, lord Stanley
- minister kolonii: Henry Herbert, 4. hrabia Carnarvon
- minister wojny: Jonathan Peel
- pierwszy lord Admiralicji: John Pakington
- minister ds. Indii: Robert Gascoyne-Cecil, wicehrabia Cranborne
- kanclerz skarbu: Benjamin Disraeli
- przewodniczący Zarządu Handlu: Stafford Northcote
- przewodniczący Rady Praw Ubogich: Gathorne Hardy
- pierwszy komisarz ds. prac publicznych: lord John Manners
- Główny sekretarz Irlandii: Richard Bourke, lord Naas

Zmiany
- marzec 1867 r. – książę Buckingham zastępuje lorda Carnarvona na stanowisku ministra kolonii, książę Marlborough zastępuje Buckinghama na stanowisku Lorda Przewodniczącego Rady, John Pakington zastępuje Jonathana Peela na stanowisku ministra wojny, Henry Lowry-Corry zastępuje Pakingtona na stanowisku pierwszego lorda Admiralicji, Stafford Northcote zastępuje lorda Cranborne’a na stanowisku ministra ds. Indii, książę Richmond zastępuje Northcote’a na stanowisku przewodniczącego Zarządu Handlu
- maj 1867 r. – Gathorne Hardy zastępuje Spencera Horatio Walpole’a na stanowisku ministra spraw wewnętrznych, Walpole pozostaje w gabinecie jako minister bez teki, następcy Hardy’ego na stanowisku przewodniczącego Rady Praw Ubogich nie wchodzą w skład gabinetu